# Radio Onde Furlane
Radio Onde Furlane (Furlanski valovi) je nekomercialna neodvisna radijska postaja s sedežem v Vidmu. Ustanovljena je bila z namenom promocije furlanskega jezika in kulture kot tudi zaradi informiranja, glasbenih in zabavnih programov. Sedemdeset odstotkov časa oddaja v furlanščini.

## Zgodovina
V sedemdesetih letih dvajsetega stoletja je velik del Furlanije opustošil močan potres. To nemirno obdobje, imenujemo ga tudi svinčena leta, so v Italiji zaznamovali politični ekstremizmi in teroristični napadi. Frekvenčni spekter pa je zaradi ohlapne zakonodaje preplavila množica neodvisnih radijskih in televizijskih postaj.
Družbeno-kulturna situacija je v popotresnih šotorskih naseljih prebudila avtonomistična gibanja. Pobudniki različnih političnih usmeritev, kritični do delovanja države pri obnovi, so si za cilj zadali ustanavljanje medijev in institucij z namenom spodbujanja uporabe, emancipacije in priznavanja furlanskega ter drugih manjšinskih jezikov s strani italijanske države.
Z oddajanjem so pričeli 31. januarja 1980.

## Oddajanje
Radio Onde Furlane oddaja na FM področju v Furlanski nižini na frekvenci 90,0 MHz in v Karnijskih Alpah na 90,2 MHz.
V digitalnem omrežju DAB+, multipleks GO DAB; 204,640 MHz, kanal 9B.
Slišen je v Beneški Sloveniji, Breginjskem kotu in Goriških brdih.
Sprejem Radia Onde Furlane je dostopen tudi na spletu.

## Program
Onde Furlane odpira prostor skupinam civilne družbe vseh generacij in političnih usmeritev, ki si delijo vrednote, kot so jezikovna in kulturna identiteta, antidiskriminacija, mirovništvo, humanost, ekologija ter družbena solidarnost. Koncept je dati glas različnim manjšinskim skupnostim in subkulturam ter se osredotočiti na njihove interese.

## Vir
- Un Friûl difarent. I 90 MHz di Onde Furlane, ISBN 8875620016